# Пежо тип 22
Пежо тип 22 (фр. Peugeot Type 22) је моторно возило произведено између 1898. - 1900. од стране француског произвођача аутомобила Пежо у њиховој фабрици у Оданкуру. У том раздобљу је укупно произведено 5 јединица.
Возило покреће двоцилиндрични четворотактни мотор који је хоизонтално постављен позади, а преко ланчаног склопа је пренет погон на задње точкове. Његова максимална снага била је 6-8 КС.
Тип 22 има међуосовинско растојање од 175 цм, дужина возила 290 цм, ширина возила 158 цм, а висина возила 180 цм. Облик каросерије је пикап и поред отвореног товарног простора има места за две особе.